# Löwengrub (Gemeinde St. Agatha)
Löwengrub ist eine Ortschaft der oberösterreichischen Gemeinde St. Agatha im Bezirk Grieskirchen.

## Geschichte
Das früheste Schriftzeugnis ist von 1371 und lautet „an der Lebengrub“. Der Name geht auf altbairisch lewer (Hügel) zurück. Später wurde zu Löwe dissimiliert.

## Geografie
Die Streusiedlung liegt vier Kilometer südlich von Sankt Agatha auf einem Ausläufer des Sauwaldes und ist eine der 40 Ortschaften der Gemeinde. Am 1. Jänner 2024 hatte die Ortschaft 28 Einwohner.